# Daria Kinzer
Daria Kinzer, född 29 maj 1988 i Aschaffenburg i Västtyskland, är en kroatisk-tysk sångerska. Kinzer representerade Kroatien vid Eurovision Song Contest 2011 i Düsseldorf efter att ha vunnit den nationella uttagningen den 5 mars med låten "Lahore" som inför eurovision bytte namn på till "Celebrate".

### Fotnoter
1. ↑  Discogs, Discogs artist-ID: 2274571, läst: 9 oktober 2017.[källa från Wikidata]
2. ↑  Dariakinzer.com Arkiverad 14 november 2010 hämtat från the Wayback Machine. - Daria Kinzers officiella webbplats
3. ↑  Esctoday.com Arkiverad 9 mars 2011 hämtat från the Wayback Machine.